# Im Märchenwald ist heut Konzert
Im Märchenwald ist heut Konzert. Eine Fernsehgeschichte für Kinder ist ein erstmals 1975 beim Verlag Neue Musik in der DDR erschienenes Kinderbuch.

## Handlung
Im Märchenwald ist ein großes Konzert geplant, an dem sich jeder beteiligen darf. Pittiplatsch erfährt aber als Letzter davon und ist beleidigt. Es beschließt, allein aufzutreten und alle anderen mit einem eigens komponierten Lied zu übertrumpfen. Pittiplatsch läuft nun den ganzen Tag durch den Wald und trifft mehrere Bewohner, darunter auch Schnatterinchen und Frau Elster, die sich in verschiedener Form auf das Konzert vorbereiten. Dadurch hat niemand lange Zeit, sich mit ihm abzugeben. Zuletzt begegnet er Herrn Fuchs und überredet ihn, den Chor aller Märchenwaldbewohner zu dirigieren. Als sich am Abend alle Interessierten versammeln, sind die Unstimmigkeiten beseitigt und es wird gemeinsam gesungen und musiziert.

## Hintergrund
Das Buch wurde von Rosemarie Hottenrott herausgegeben. Es enthält neben der eigentlichen Handlung auch Texte und Noten von neun Liedern, die das Geschehen thematisch begleiten. Die Stücke stammen von Wolfgang Richter und basieren auf Gedichten von Christamaria Fiedler. Die Buchillustrationen besorgte Konrad Golz.
Dem Buch lag eine 10″-Schallplatte bei, auf der acht der neun abgedruckten Lieder zu hören waren. Das von Heinz Schröder gesungene Lied des Herrn Fuchs ist auch auf der 1978 erschienenen Hörspielplatte von Herrn Fuchs und Frau Elster enthalten.

## Ausgaben
- Rosemarie Hottenrott (Hrsg.): Im Märchenwald ist heut Konzert. Verlag Neue Musik, Berlin 1990, ISBN 3-7333-0017-3.